# Маја Солар
Маја Солар (Загреб, 6. фебруар 1980) српска је песникиња и марксистичко-феминистичка филозофкиња.

## Биографија
Маја Солар је студирала филозофију на Филозофском факултету Универзитета у Новом Саду, дипломирала је и одбранила магистарску тезу о Дарвин и есенцијализам 2008. године и докторирала са тезом Проблем власништва у Русоовој и Марксовој филозофији 2014. године.
Радила је као асистенткиња на катедри за филозофију универзитета, специјализована за филозофију економије са фокусом на марксизам, политичку филозофију, филозофију науке и феминистичку теорију од 2009–14.
Поједини српски научни, књижевни и феминистички часописи већ су објавили многе њене есеје и критике. Она учествује у Герусија колективу више година, била је члан уредништва књижевног часописа Поља од 2007–14, преводилац је текстова Лин Хејиниан, Кристин Рос, Пери Андерсон, Пјер Бурдије, Пол Низан, Жак Рансијер, Лионел Ришар, Ињасио Рамоне, Рафаел Кореа, Шантал Муфе, Серж Халими и многих других, на српски језик. Од 2015. године ради као преводилац за српско издање Le Monde diplomatique.
Поред академског рада, Солар се сматра једном од најзначајнијих песникиња генерације савремене српске поезије. Објављено је издање њених сабраних песама на мађарском (2015), изабране песме на немачком (2011), пољском (2015) и енглеском (2016) антологијама и три песме у холандском преводу (2018) онлајн часописа за књижевност Samplekanon.
Од 2019. године заједно са Жељком Жаком Лучићем креира и уређује песнички подкаст Пуна уста Поезије.
Добила је Бранкову награду 2009.

## Одабрана дела
- поезија, Studentski kulturni centar, Kragujevac. Solar, Maja (2008). Makulalalalatura. Studentski kulturni centar. ISBN 978-86-7398-038-6.
- (It's characteristic that it is not natural: poems), Forum, Újvidék. Jellemző, hogy nem természetes : versek. 2015. ISBN 978-86-323-0939-5.
- (Without Spices), poetry, Kulturni centar Novog Sada, Novi Sad. Solar, Maja (2017). Bez začina. Kulturni centar Novog Sada. ISBN 978-86-7931-570-0.
- (Entrance Ticket Serbia: Panorama of the Poetry of the 21st Century), Drava, Klagenfurt. Dedović, Dragoslav (2011). Eintrittskarte Serbien: Panorama der Lyrik des 21. Jahrhunderts. Drava. ISBN 978-3-85435-643-1.
- (Heart and Blood: Anthology of New Serbian Poetry), Wschodnia Fundacja Kultury "Akcent", Lublin. Wach, Jarosław (2015). Serce i krew : antologia nowej liryki serbskiej. Wschodnia Fundacja Kultury "Akcent". ISBN 978-83-925993-9-5.
- Lavender Ink, New Orleans. Obradović, Biljana Dragoslav; Djurić, Dubravka (2016). Cat Painters: An Anthology of Contemporary Serbian Poetry. Diálogos. ISBN 978-1-944884-08-6.